# باب پومن
باب پومن (به انگلیسی: Bob Pomann)، طراح صدا،تهیه کننده برنامه های تلویزیونی،انیمیشن و تبلیغات است. از تهیه کنندگی او میتوان به انیمیشن سونیک بوم،Doug و Little Einsteins اشاره کرد.
او همچنین در برنامه های رادیویی فعالیت کرده است.